# Thalassarche cauta
El albatros de corona blanca (Thalassarche cauta) es un ave de la familia Diomedeidae del género Thalassarche ampliamente distribuido por los mares templados del hemisferio sur.